# Bathymicrops multispinis
Bathymicrops multispinis är en fiskart som beskrevs av Nielsen och Merrett 1992. Bathymicrops multispinis ingår i släktet Bathymicrops och familjen Ipnopidae. Inga underarter finns listade.